# Milot
Milot (en criollo haitiano Milo) es una comuna de Haití que está situada en el distrito de Acul-du-Nord, del departamento de Norte.

## Secciones
Está formado por las secciones de:
- Perches-de-Bonnet / Pèchdibonè
- Bonnet à l'Evèque / Bonè Alevèk (que abarca la villa de Bonnet / Bonè)
- Genipailler / Jenipaye (que abarca el barrio de Carrefour des Pères)

## Demografía
| Gráfica de evolución demográfica de Milot entre 2009 y 2015 |
|                                                             |

Los datos demográficos contemplados en este gráfico de la comuna de Milot son estimaciones que se han cogido de 2009 a 2015 de la página del Instituto Haitiano de Estadística e Informática (IHSI). 